# Strijd Classics
Strijd Classics was een striptijdschrift dat werd uitgegeven van 1964 t/m 1980 door Classics Nederland/Williams Nederland/Classics Lektuur. De serie bevatte stripverhalen over oorlog. In totaal werden 176 nummers uitgebracht. De laatste twee nummers werden uitgegeven door Kontekst onder de titel Strijd. De eerste 24 nummers werden herdrukt in de periode 1970-1974.
De strips waren in ieder geval voor een deel afkomstig uit de Britse reeks Combat Picture Library, uitgegeven door Micron van 1960 tot 1985.